# Катунская нахия
Катунская нахия (серб. Катунска нахија) — одна из четырех нахий Старой Черногории. В него входили горные поселения вокруг Ловчена и к северу от него, расположен недалеко от Цетинье.

## История
Во времена митрополита Петра II Петровича Негоша (1833—1851) Катунская нахия насчитывала около двадцати тысяч душ, без города и административного центра, разбросанная по площади почти в один участок и отличавшаяся бездорожьем, племенной ненавистью и произволом. Первую дорогу из Цетинье в Риеку-Черноевич построит епископ Рада, а также первую гостиницу — в Кршаце. Англичанин Петон, в 1846 году заметил, что дома в Негуши были без окон и комнат — однокомнатные. В конце XIX века Ван дер Вельде обошел всю местность и заметил: «За пределами небольшого городка негде ночевать в этой бездорожной стране, похожей на пустыню на Луне…».
Племя Негуши — одно из тех, что относятся к Катунской нахии — которые упорно хранили при себе, что «из Косово» не платили дань туркам, но хранили «искру сербской свободы» в её чистоте.
Сербский национальный миф кристаллизовался в Катунской нахии. «Горный венец» Негоша становится главным источником национального вдохновения на несколько последующих десятилетий сербской истории. В песне «Нахия» Петр II Петрович Негош обращается к своему родному краю — Катунской нахии: «Ты мать сербской Черногории». Большинство народных песен — по крайней мере те, которые Негош впервые слышит и позже собирает («Огледало сербско»), взяты из Катунской нахии.
Хотя Катунская нахия и была просербской, она была единственной, кто не принял объединения с Сербией в 1918 году из-за его лояльности к династии Петровичей.

## Племена Катунской нахии
- Цетинье
- Негуши
- Чекличи
- Бьелице
- Цуце (Большой и Малый)
- Озриничи
- Пьешивцы (Верхние и Нижние)
- Загарач (Верхние и Нижние)
- Комани (Комани и Бандичи).